# Alanyazı
Alanyazı ist ein Dorf (Köy) im Landkreis Mazgirt der türkischen Provinz Tunceli. Im Jahr 2011 lebten in Alanyazı 73 Menschen.